# Prosthechea fragrans
Prosthechea fragrans é uma orquídea epifita tem o seu habitat em florestas tropicais.. Esta espécie é protegida do comércio internacional através da Convenção CITES (Apêndice II).

## Características
Planta com flores brancas ou creme e o labelo com veios púrpuras. Flores com 5 a 6 cm de diâmetro e de 2 a 5 flores por haste. Apresenta suave perfume agradável ao olfato.

## Habitat
Orquídea com ocorrências no México e América Central; na América do Sul: Equador e Brasil. Encontrada desde o nível do mar até 1.400 m de altitude.

## Taxonomia
Prosthechea fragrans foi descrito por (Sw.) W.E.Higgins e publicado em Phytologia 82(5): 377. 1997[1998].

## Etimologia
Prosthechea: nome genérico derivado das palavras do grego:  prostheke  (apêndice), referindo-se ao apêndice na parte de trás da coluna.
fragrans: epíteto do latimo que significa "olfato".

## Sinonímia
- Anacheilium fragrans (Sw.) Acuña[1]
- Encyclia fragrans (Sw.) Dressler[1]
- Epidendrum chimborazoensis Schltr.
- Epidendrum cochleatum Curtis
- Epidendrum fragrans Sw.[1]
- Epidendrum fragrans var. ionoleucum (Hoffmanns. ex Rchb.f.) Barb.Rodr.
- Epidendrum fragrans var. ionoleucum Hoffmanns.
- Epidendrum fragrans var. magnum Stein
- Epidendrum fragrans var. pachypus Schltr.
- Epidendrum ionoleucum Hoffmanns. ex Rchb.f.
- Epidendrum lineatum Salisb.
- Epidendrum vaginatum Sessé & Moc.[5][6]